# Западна Ява
Западна Ява е провинция в Индонезия, с площ 35 378 км2 и население 46 668 214 души (по преброяване от май 2015 г.). Административен център е град Бандунг.

## Административно деление
Провинцията се поделя на 16 окръга и 9 града.

## Население
Населението на провинцията през 2000 година е 35 724 000 души, мнозинството от населението са сунди (74 %), втори по численост са яванците (11 %).
През 2015 г. населението е 46 668 214 жители.

### Религия
През 2010 г. мнозинството от населението са мюсюлмани – 96,5 %, около 1,9 % са християни (1,2 % – протестанти и 0,7 % – католици), 0,2 % – будисти, 0,1 % – индуисти.